# 런던 회의 (1832년)

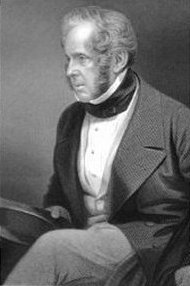
영국 외무장관 팔머스턴 자작은 그리스에 대단히 관심이 많았다.

1832년 5월의 런던 회의는 그리스에 안정적인 정부를 성립하기 위해 모인 국제 회의이다. 세 열강국(영국, 프랑스, 러시아) 간의 협상으로 바이에른 왕자 오톤을 임금으로 세워 그리스 왕국이 성립하였다. 이 결정은 그 해 콘스탄티노폴리스 조약에서 비준되었다.